# سيرو بورتينيو
نادي سيرو بورتينو (بالإسبانية: Club Cerro Porteño)‏ نادي كرة قدم باراغواياني يلعب في دوري الدرجة الممتازة. تأسس النادي في سنة 1912.
يقع سيرو بورتينو في حي أوبرير في أسونسيون فاز سيرو بـ 33 لقباً في دوري الدرجة الأولى، وهو أحد أشهر أندية كرة القدم في باراجواي. رئيسها هو راؤول زاباغ من باراغواي، والمدرب هو فرانسيسكو آرس. المنافسون الرئيسيون للفريق هم أوليمبيا وليبرتاد.
يلعب النادي مبارياته في ملعب الجنرال بابلو روخاس الذي يتسع لـ45 ألف مقعد، والمعروف أيضًا باسم لا نويفا أولا (الغلاية الجديدة).

## التاريخ
تأسس سيرو بورتينو في 1 أكتوبر 1912 على يد سوزانا نونيز ومجموعة من الشباب الذين يتطلعون إلى إنشاء نادٍ جديد لكرة القدم. كان الوضع في باراغواي عند تأسيس سيرو متوترًا بسبب عدم الاستقرار في الحكومة الناجم عن التنافس الحاد بين الحزبين السياسيين الرئيسيين، حزب بارتيدو كولورادو والحزب الليبرالي. وبسبب التوترات قرر مؤسسو النادي استخدام ألوان الطرفين، الأحمر (كولورادو)، والأزرق (الليبرالي)، كألوان للنادي كرمز للوحدة والصداقة في الباراغواي. استخدام الأبيض على الشورت في وقت لاحق لإكمال ألوان علم باراغواي.
يدين النادي باسمه للمعركة التي دارت بين قوات بوينس آيرس من الأرجنتين المسماة (بورتينيوس) وجيش باراغواي في حي سيرو مباي، سميت تلك المعركة باسم Cerro Porteño (سيرو بورتينو) في 19 يناير 1811. تخلي الحاكم الإسباني عن قوات باراغواي (كانت باراغواي مستعمرة إسبانية في ذلك الوقت)، ولكن استمر قيادتها من قبل مسؤولي باراغواي، وقادهم ذلك إلى تحقيق نصر كبير ضد قوات بورتينيوس. تُعرف تلك المعركة باسم معركة سيرو بورتينو، وهي من المعالم البارزة في تاريخ باراغواي العسكري.[بحاجة لمصدر]
فاز النادي على مر السنين بعدد كبير من البطولات الوطنية، ولكن لم يفز بأي بطولات دولية على الرغم من لعب بعض البطولات الجيدة في كأس ليبرتادوريس مثل ظهوره في نصف النهائي في أعوام 1973، و1978، و1993، و1998، و1999، و2011.
انضم أوسفالدو أرديليس كمدرب للنادي في مايو 2008، لكنه أقيل في أغسطس من نفس العام بعد سلسلة من النتائج السيئة، وحل محله بيدرو تروجليو.

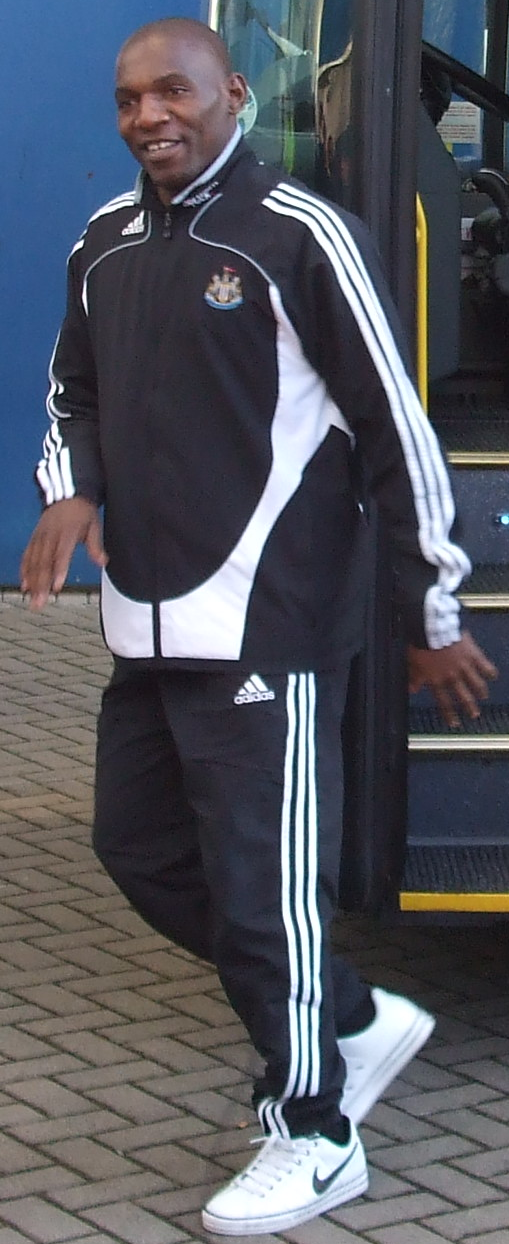
جيريمي نجيتاب لعب للنادي خلال فترة التسعينيات.

تحدث خوان خوسيه زاباج رئيس سيرو بورتينو في عام 2014، في إشارة إلى الفساد في كرة القدم في باراغواي، حيث اشتكى العديد من الأشخاص إليه من عدم شراء المباريات، وأنه إذا كان ناديه سيفوز، فلن يفعلوا ذلك عن طريق شراء اللاعبين، وتعاطي المنشطات ليصبحوا ابطال.

## الملعب
يقع ملعب ملعب الجنرال بابلو روخاس ملعب نادي سيرو بورتينو ا في حي أوبريرو بمدينة أسونسيون، يعرف الملعب أيضًا باسم "لا نويفا أولا"، يتسع الملعب لـ 45000 مقعدًا، مما يجعلها الأكبر في باراغواي.

## السجل دولي
- كأس ليبرتادوريس : 38 ظهور

نصف النهائي (6): 1973، 1978، 1993، 1998، 1999، 2011
- كأس سود أميريكانا : 9 ظهور

نصف النهائي (2): 2009 ، 2016

## الإنجازات
- الدوري الباراغواياني لكرة القدم (33): 1913، 1915، 1918، 1919، 1935، 1939، 1940، 1941، 1944، 1950، 1954، 1961، 1963، 1966، 1970، 1972، 1973، 1974، 1977، 1987، 1990، 1992، 1994، 1996، 2001، 2004، 2005، افتتاح 2009 ، افتتاح 2012، إغلاق 2013، افتتاح 2015، إغلاق 2017، افتتاح 2020
- Torneo República (3) :1989 ،1991 ،1995

## التصنيف

### تصنيف النادي العالمي
آخر تحديث 29 أبريل 2020.
| الترتيب | بلد      | الفريق                |
| ------- | -------- | --------------------- |
| 186     | كولومبيا | أتلتيكو ناسيونال      |
| 187     | فرنسا    | AS موناكو             |
| 188     | باراغواي | سيرو بورتينيو         |
| 189     | إيطاليا  | هيلاس فيرونا          |
| 190     | تونس     | النجم الرياضي الساحلي |

### ترتيب أندية أمريكا الجنوبية
آخر تحديث 29 أبريل 2020.
| مرتبة | بلد       | الفريق           |
| ----- | --------- | ---------------- |
| 25    | البرازيل  | فاسكو دا غاما    |
| 26    | كولومبيا  | أتليتكو ناسيونال |
| 27    | باراغواي  | سيرو بورتينيو    |
| 28    | الأرجنتين | نيولز أولد بويز  |
| 29    | البرازيل  | نادي فورتاليزا   |

## الاعبين

### التشكيلة الفريق
آخر تحديث 4  أغسطس 2020 .
ملاحظة: تشير الأعلام إلى المنتخب الوطني على النحو المحدد في قواعد الأهلية للفيفا. قد يحمل اللاعبون أكثر من جنسية واحدة غير تابعة للفيفا.
| الرقم | البلد      | المركز | اللاعب                               |
| ----- | ---------- | ------ | ------------------------------------ |
| 1     | الأوروغواي | حارس   | رودريغو مونيوز                       |
| 2     | باراغواي   | مدافع  | البرتو اسبينولا                      |
| 3     | باراغواي   | مدافع  | ماركوس كاسيرس                        |
| 5     | فنزويلا    | مدافع  | فرناندو أموريبييتا                   |
| 7     | الأرجنتين  | مهاجم  | فيديريكو كاريزو                      |
| 8     | الأوروغواي | وسط    | مارسيلو بالو                         |
| 10    | باراغواي   | وسط    | خوليو دوس سانتوس                     |
| 11    | باراغواي   | مهاجم  | أوسكار رويز                          |
| 12    | باراغواي   | حارس   | ميغيل مارتينيز                       |
| 13    | باراغواي   | مدافع  | راؤول كاسيريس                        |
| 14    | باراغواي   | وسط    | فيكتور كاسيرس                        |
| 15    | باراغواي   | وسط    | أنجيل كاردوزو لوسينا                 |
| 17    | باراغواي   | وسط    | خوسيه كولمان (معار من أورلاندو سيتي) |
| 20    | باراغواي   | وسط    | ماتياس فيلاسانتي                     |
| 21    | باراغواي   | مدافع  | سانتياغو أرزامينديا                  |

| الرقم | البلد    | المركز | اللاعب                                     |
| ----- | -------- | ------ | ------------------------------------------ |
| 22    | باراغواي | وسط    | خوان أغيلار                                |
| 24    | باراغواي | مدافع  | خوان غابرييل باتينيو (معار من نادي راسينغ) |
| 25    | باراغواي | حارس   | خوسيه ميرس                                 |
| 26    | باراغواي | مدافع  | ماركوس أكوستا (معار من ناسيونال أسونسيون)  |
| 27    | باراغواي | مهاجم  | خورخي بينيتيز (معار من مونتيري)            |
| 28    | باراغواي | مدافع  | مارسيلينو نامندي                           |
| 29    | كولومبيا | مدافع  | خوان كاميلو سايز                           |
| 30    | باراغواي | مهاجم  | خوسيه أورتيغوزا                            |
| 32    | باراغواي | وسط    | كلاوديو أكوينو                             |
| 33    | باراغواي | مهاجم  | فريدي فيرا                                 |
| 34    | باراغواي | وسط    | ألكسيس روجاس                               |
| 35    | باراغواي | وسط    | آلان رودريغيز                              |
| 36    | باراغواي | وسط    | إنزو جيمينيز                               |
|       | باراغواي | مهاجم  | فرناندو اوفيلار                            |

### اللاعبون المُعارون
ملاحظة: تشير الأعلام إلى المنتخب الوطني على النحو المحدد في قواعد الأهلية للفيفا. قد يحمل اللاعبون أكثر من جنسية واحدة غير تابعة للفيفا.
| الرقم | البلد     | المركز | اللاعب                            |
| ----- | --------- | ------ | --------------------------------- |
|       | الأرجنتين | مدافع  | نيكولاس كارو (إلى خميناسيا خوخوي) |
|       | باراغواي  | وسط    | ماتياس روخاس (إلى ديفنسا خوستيكا) |

| الرقم | البلد    | المركز | اللاعب                      |
| ----- | -------- | ------ | --------------------------- |
|       | باراغواي | مهاجم  | ألفيو أوفييدو (إلى ليبرتاد) |

## لاعبين بارزين
للظهور في هذا القسم ، يجب أن يمتلك اللاعب إما:
- لعب ما لا يقل عن 125 مباراة للنادي.
- سجل رقمًا قياسيًا في النادي أو فاز بجائزة فردية أثناء وجوده في النادي.
- كان جزءًا من تشكيلة المنتخب الوطني في أي وقت.
- لعب في دوري الدرجة الأولى في أي اتحاد كرة قدم آخر (خارج باراجواي).
- لعب في مسابقة قارية أو دولية.

| 1970 - Secundino Aifuch (1976–78) ،(1982) 1980 - جاستو جاكيه (1981–88)، (1990)، (1992-1993) 1990 - فرانسيسكو أرسي (1991–94) - كارلوس غامارا (1991–92)، (1993–95) - فريد موندراغون (1993) - خوليو سيزار إيغروس (1994) - خورخي مارتين نونيز (1996–99)، (2002–03)، (2007–08) - ريكاردو بيتانكورت (1997) - باولو دا سيلفا (1998) - ديليو توليدو (1998–99) - فابيان كاباييرو (1998–99) - دييغو غافيلان (1998–99) | 2000 - خوليو دوس سانتوس (2001–05)، (2009–2014)، (2019–) - إدغار باريتو (2002–03) - دييغو باريتو (2002–07)، (2008)، (2009–15) - دانتي لوبيز (2003) - دييغو كابريرا (2003) - جلاوسينيس مارتينز (2003–2005) - خوان كاردوزو (2005–06) - لورجيو الفاريز (2005)، (2007–08) - روبيرتو اوفيلار (2006–07) - مارسيلو استيغاريبيا (2006–08)(2016) - بابلو دانيال إسكوبار (2006) - سيلسو أورتيز (2007–10) - رودريغو بيرغوس (2007–12) - إيفان بيريس (2008–11) - روبرتو انطونيو ناني (2009–13) | 2010 - بابلو زيبالوس (2010) - فريدي باريرو (2011) - نيلسون كويفاس (2011) - لويس نونيز (2011) - جونثان فابرو (2011–13)، (2014–) - والتر لوبيز (2012) - هيرنان رودريغو لوبيز (2012–13) - فيدينسيو اوفييدو (2012–) - وليامز مارتينيز (2013) - بول أمبروزي (2013) - ميغيل ألميرون (2013–15) - خوسيه أورتيغوزا (2013)، (2014–2017)، (2020-) - جوناثان سانتانا (2014–) - ماوريسيو سبيردوتي (2014–15) - دييغو لوغانو (2015) - فرناندو أموريبييتا (2019-) |

لاعبين من خارج كونميبول
- ادريانو مينديز (1988)[10]
- جيري لاتيرزا (1994–95)
- وليام إنجانجا (1996)[11]
- توبي ميمبو (1996)
- جيريمي نجيتاب (1997)
- سيريل فلوران بيلا (1998)
- كينيث نكويتا نجو (2000–01)[12]
- نوزومي هيروياما (2001)
- فرويلان يديزما (2001–02)
- دييغو مادريغال (2011)
- دانييل غويزا (2013–15)
- لويس ليال (2016–17)

## المدربين
| مدربو نادي سيرو بورتينيو من عام 1960 إلي الآن | مدربو نادي سيرو بورتينيو من عام 1960 إلي الآن | مدربو نادي سيرو بورتينيو من عام 1960 إلي الآن |
| --- | --- | --- |
| - سينفوريانو جارسيا (1960) - لويس بينيتيز شيلافيرت (1960) - روجيليو نيجري (1960–61) - فيسيليو بارتولي (1961–62) - ماريو فورتوناتو (1963) - موديستو بريا (1964–65) - ماريو فورتوناتو (1966–67) - إجيديو لاندولفي (1967–69) - سلفادور بريجليا (1969) - سينفوريانو جارسيا (1969) - ماركوس بافلوفسكي (1970–71) - داريو جارا ساغوير (1971) - فرانسيسكو دي سوزا فيريرا (1971) - سلفادور بريجليا (1972) - نيستور روسي (1972) - سلفادور بريجليا (1972) - ماركوس بافلوفسكي (1973–74) - سلفادور بريجليا (1974) - سينفوريانو جارسيا (1975) - ماريو غونزاليس بينيتيز (1975–76) - إجيديو لاندولفي (1976) - سلفادور بريجليا (1976) - إليسيو بايز ريفيرو (1976–77) - سلفادور بريجليا (1977–78) - إجيديو لاندولفي (1980) - هوغو غونزاليس (1980) - إجيديو لاندولفي (1980) | - هوغو غونزاليس(1981) - روبوستيانو ماسيل (1981) - هوغو أرسينيو جونزاليس (1982) - رامون رودريغيز (1983) - أوسكار مالبرنات (1983–84) - سيلفيو بارودي (1984) - ساتورنينو أريا (1984) - هوغو أرسينيو غونزاليس (1984) - كايتانو ري (1985) - ساتورنينو أريا (1985) - بيتر موتشا (1986) - فيرينتس بوشكاش (1986–87) - فالدير إسبينوزا (1987–88) - كارلوس كيزي (1988) - أوكتاسيليو غونكالفس (1989) - سيرجيو ماركاريان (1990–91) - باولو سيزار كاربجياني (1991–92) - فالدير إسبينوزا (1992) - باولو سيزار كاربجياني (1993–94) - جيراردو غونزاليس (1994–95) - أنتونيو لوبيس (1995–96) - كارلوس كيزي (1996) - خورخي فوساتي (1997) - كارلوس بايز فارغاس (1998) - خوليو كارلوس غوميز كاسيريس (1998) - جير بيريرا (1999) - كارلوس بايز فارغاس (1999) | - ساتورنينو أريا (2000) - لويس كوبيلا (2000) - ماريو سيزار جاكيه (2001–02) - كارلوس بايز فارغاس (2002–03) - خيراردو مارتينو (2003–04) - جوستافو كوستاس (2005–07) - استانيزلاو ستروواي (2007) - فالدير إسبينوزا (2007) - خافيير تورينتي (2007 – Dec 31, 2007) - بلاس مارسيلو كريستالدو (2008) - أوزفالدو أرديليس (2008) - بيدرو تروليو (July 1, 2008 – June 5, 2010) - بلاس مارسيلو كريستالدو (2010) - خافيير تورينتي (Jan 28, 2011 – Feb 14, 2011) - بلاس مارسيلو كريستالدو (2011) - ليوناردو أسترادا (March 1, 2011 – Sept 26, 2011) - إيرنيستو كورتي (2011) - ماريو جرانا (Sept 25, 2011 – April 12, 2012) - هوغو كاباليرو (2012) - خورخي فوساتي (July 1, 2012 – Feb 23, 2013) - فرانسيسكو أرسي (March 4, 2013–Aug 14) - ليوناردو أسترادا (Aug 28, 2014–15) - روبرتو إسماعيل توريس (2015) - سيزار فارياس (2016) - غوستافو مورينيغو (2016–) - ليونيل ألفاريز (2017–2018) - لويس زوبيلديا (2018-2019) - ميغيل أنخيل روسو (2019-) |

## إحصائيات
أكثر اللاعبين ظهور في جميع المسابقات:
1. خوليو دوس سانتوس : 267
2. خورخي أشوكارو : 257
3. ألدو بوباديلا : 265
4. استانيزلاو ستروواي : 227

هدافين النادي في جميع المسابقات:
1. فيرجيليو فيريرا : 90
2. خوليو دوس سانتوس : 88
3. إروين أفالوس : 70
4. ساتورنينو اروا : 88
5. خوسيه فينساك : 58

أكثر اللاعبين ظهور في بطولة الدوري:
1. سلفادور بريجليا : 225
2. خورخي أشوكارو : 215
3. خوليو دوس سانتوس : 212
4. بلاس مارسيلو كريستالدو : 201

هدافين النادي في الدوري:
1. فيرجيليو فيريرا : 67
2. إروين أفالوس : 64
3. خوسيه فينساك : 58
4. ساتورنينو اروا : 55

أكثر اللاعبين ظهور في الكأس الدولية:
1. ألدو بوباديلا : 67
2. استانيزلاو ستروواي : 64
3. فيرجيليو فيريرا : 61
4. بلاس مارسيلو كريستالدو : 57

أهدافين النادي في الكأس الدولية:
1. فيرجيليو فيريرا : 23
2. سانتياغو سالسيدو : 15
3. سيلينو مورا : 14
4. سيزار راميريز : 13

## السيدات
فاز الفريق النسائي ببطولة باراغواي لكرة القدم للسيدات أربع مرات في2007 و أعوام 2012 إلى 2014. لعب الفريق في كوبا ليبرتادوريس للسيدات .

## الشباب
لعب أحد فرق الشباب بالنادي في بطولة فياريجيو 2006.

## روابط خارجية
- الموقع الرسمي
- سيرو بورتينو: Resultados ، Calendario ، jugadores y partidos.
- سيرو بورتينو ، الترتيب والإحصاءات - قاعدة بيانات كرة القدم